# 吉字屋穀店
株式会社吉字屋穀店（きちじやこくてん）は、山梨県甲府市に本社を置く米穀製品専門の商社。米穀を中心とする事業を展開する。社名は、武田信玄の命により、上杉謙信から塩を持ち帰った功績で甲斐の国の通貨「甲州金」の裏刻印である「吉」の字を屋号として武田信玄から送られたことに由来する。

## 沿革
- 1567年（永禄10年） - 屋号起源「吉字屋」誕生。
- 1889年（明治22年） - 吉字屋米穀店創業。
- 1976年（昭和51年） - 株式会社吉字屋穀店設立。
- 1998年（平成10年） - 本社・工場 甲府市南口町に移転。
- 2022年（令和4年） - 米麺専用工場 甲府市南口町に建設。

## 関係会社
- 2017年（平成29年） - 株式會社吉字屋米粉設立。
- 2022年（令和4年） - 株式会社吉字屋ライスフーズ設立。